# Akaroa
 (juin 2015).
Akaroa est un village situé dans la péninsule de Banks dans l'Île du Sud en Nouvelle-Zélande. Un bras de l'océan Pacifique, l'Akaroa Harbour (en) remonte jusqu'à Akaroa.
Situé à une distance de 75 kilomètres de Christchurch, la ville la plus proche, le village comptait 576 habitants au recensement de 2001.

## Histoire
Il y a environ mille ans, les Polynésiens peuplent la Nouvelle-Zélande, la vallée d'Akaroa y compris, celle-ci est donc habitée par plusieurs tribus maories.
Bien des années plus tard, James Cook découvre, en 1770, la péninsule de Banks qu'il nomme ainsi en l'honneur de son botaniste, Joseph Banks. Il est persuadé à ce moment-là que la péninsule est en fait une île, erreur compréhensible lorsque l'on voit l’eau qui entoure la majeure partie de celle-ci.
En 1830, les Anglais intensifient leur présence en Nouvelle-Zélande et y développent le troc avec les populations indigènes.
Beaucoup de Maoris meurent après être entrés en contact avec des Européens, car pas adaptés aux maladies européennes, et le mousquet apporté par les colons donne de nouvelles proportions aux guerres intertribales.

### Tentative de colonisation française
Au cours des années 1830, quelques baleiniers français mènent leurs activités près de la Nouvelle-Zélande. La zone de pêche à la baleine étant excellente, le capitaine Jean-François Langlois a donc l'idée de créer une colonie française en Nouvelle-Zélande afin d'éviter de parcourir la moitié de la planète pour obtenir de l'huile de baleine. En août 1838, il achète une bonne partie de la Péninsule de Banks aux Maoris pour mille francs et leur donne un premier versement de 150 francs sous forme de troc, le restant du paiement devant se faire au moment de la prise de possession effective du territoire. Le capitaine retourne donc en France et fait les démarches nécessaires pour qu'une expédition de colonisation soit envoyée sur l'île sud de la Nouvelle-Zélande.
Il faut attendre 1840 pour qu'un petit groupe de français venus de Paris et dirigé par Charles-François Lavaud
,revienne en Nouvelle-Zélande pour y établir une colonie. Mais les Anglais ont déjà la souveraineté de l'Ile du nord et, avec le traité de Waitangi, il leur est facile de prendre possession de l'Ile du Sud. Ce qui arrive quelques semaines avant le retour des Français.
Au lieu de la quasi-totalité de la péninsule de Banks (et même de l'Ile Sud tout entière comme ils l'espéraient à terme), les colons envoyés par la France (dont des Allemands) ne peuvent s'implanter que dans deux villages de la baie de Paka Ariki (future French Bay) : Akaroa et le futur Takamatua. En 1846, François Lecomte prend la relève du capitaine Lavaud.
Ces deux implantations françaises ne tiennent pas bien longtemps en tant que telles et passent rapidement sous contrôle britannique, mais un certain nombre de Kiwis (habitants de Nouvelle-Zélande) descendent des colons français qui y ont fait souche.

## Aujourd'hui
Akaroa revendique pleinement son influence française, on y trouve par exemple des noms de rues tels que « Rue Jolie » et « Rue Lavaud » mais également des petits commerces : « L'Hotel », « Ma Chérie » ou encore « La Boucherie du Village ». Chaque année se tient le Festival français d'Akaroa (Akaroa FrenchFest).
On peut encore y entendre l'accent français, notamment grâce aux jeunes en Visa Vacances Travail. Ce village très touristique grâce à son histoire attire beaucoup de monde durant la période estivale.

## Galerie de photos
| |
| Navires européens dans la baie d'Akaroa dans la première moitié du XIXe siècle. Des habitations et embarcations traditionnelles Maori apparaissent au premier plan. |

|                                                            |
| The Sapphire Princess dans la baie d'Akaroa (octobre 2010) |

| |
| Epitaphe du cimetière français d’Akaroa témoignant de la présence française dans les années 1840 (voir en gros plan) |

|                                                         |
| Noms de rues à Akaroa témoignant de son passé français. |

|                             |
| Église Saint Peter d'Akaroa |